# Dances at a Gathering
Dances at a Gathering è un balletto del 1969 coreografato da Jerome Robbins su partitura di Fryderyk Chopin.

## Partitura
Dances at a Gathering è il secondo balletto di Robbins ad utilizzare una partitura di Chopin dopo The Concert nel 1956. Per il balletto Robbins ha scelto:
- Mazurca, Op. 63, No. 3
- Valzer, Op. 69, No. 2
- Mazurca, Op. 33, No. 3
- Mazurca, Op. 6, No. 4
- Mazurca, Op. 7, No. 5
- Mazurca, Op. 7, No. 4
- Mazurca, Op. 24, No. 2
- Mazurca, Op. 6, No. 2
- Valzer, Op. 42
- Valzer, Op. 34, No. 2
- Mazurca, Op. 56, No. 2
- Studio, Op. 25, No. 4
- Valzer, Op. 34, No. 1
- Valzer, Op. 70, No. 2
- Studio, Op. 25, No. 5
- Studio, Op. 10, No. 2
- Scherzo, Op. 20
- Notturno, Op. 15, No. 1

## Sviluppo
Inizialmente concepito come un pas de deux tra Edward Villella e Patricia McBride, Robbins ampliò il concetto per cinque coppie. Dopo aver visto venticinque minuti del balletto George Balanchine consiglio a Robbins di ampliarlo ulteriormente, dicendo "fanne di più, fallo come pop-corn" ("make more, make it like popcorn"). Di conseguenza Robbins espanse il balletto fino a raggiungere la lunghezza complessiva di un'ora.

## La prima
Il balletto ebbe la sua prima il 22 maggio 1969 e fu la prima nuova opera di Robbins per il New York City Ballet in tredici anni. In occasione del debutto, il cast era composto da: Allegra Kent, Sara Leland, Kay Mazzo, Patricia McBride, Violette Verdy, Anthony Blum, John Clifford, Robert Maiorano, John Prinz ed Edward Villella. I costumi erano di Joe Eula, mentre il disegno luci era firmato da Jennifer Tipton, morto 21 giorni prima del debutto.

## Il debutto internazionale
Nel 1970 Robbins ricreò con il balletto con il Royal Ballet di Londra, con Rudol'f Nureev nella parte danzata da Villella in occasione della prima. Il balletto rimase nel repertorio del Royal Ballet fino al 1976 e poi vi rientrò nel 2008.
Nel 1991 il balletto ebba la sua prima parigina con il Balletto dell'Opéra di Parigi, mentre nel 2002 il San Francisco Ballet ha inserito il balletto nel proprio repertorio.